# ZIM
ZIM یا زیم یک (قالب پرونده) باز (open file format) است که محتویات ویکی را برای استفاده های آفلاین ذخیره می کند.